# La Femme infidèle
Pour plus de détails, voir Fiche technique et Distribution.
La Femme infidèle est un film franco-italien réalisé par Claude Chabrol et sorti en 1969.

## Synopsis
Charles Desvallées a de bonnes raisons de croire à l'infidélité de sa femme. Afin d'en avoir la certitude, il engage un détective. Apprenant l'identité de l'amant, l'écrivain Victor Pégala, il se rend chez lui. Après une courte conversation, il le tue. Ayant découvert l'adresse d'Hélène dans un carnet de Pégala, la police se rend à son domicile et interroge la femme infidèle. Sans que rien soit dit entre les deux époux, Hélène devine ce qui s'est passé et comprend que son mari est l'assassin. Hélène échange avec son époux un long regard lourd de sens.

## Fiche technique
- Titre : La Femme infidèle
- Réalisateur : Claude Chabrol
- Assistant réalisateur : Jacques Fansten et Philippe Venault (stagiaire)
- Scénario et dialogues : Claude Chabrol, Sauro Scavolini[1]
- Décors : Guy Littaye
- Costumes : Maurice Albray
- Photographie : Jean Rabier
- Cadreur : Claude Zidi
- Son : Guy Chichignoud
- Musique : Pierre Jansen, Franco Bixio ; chansons de Dominique Zardi : "la tabatière" ; orchestre dirigé par André Girard
- Monteur : Jacques Gaillard
- Production : André Génovès, Felice Testa Gay
- Sociétés de production :  Les Films de La Boétie,  Cinegai
- Sociétés de distribution : Compagnie française de distribution cinématographique, La Société des films Sirius, Pathé Consortium Cinéma
- Pays d’origine :  France,  Italie
- Langue originale : français
- Format : couleur (Eastmancolor) — 35 mm — 1,66:1 — son Mono
- Genre : drame
- Durée : 90 minutes
- Tournage : du 8 juillet eu 21 août 1968 à Paris, Neuilly-sur-Seine et Jouy-en-Josas (villa du couple)
- Date de sortie : France : 22 janvier 1969

## Distribution
- Stéphane Audran : Hélène Desvallées
- Michel Bouquet : Charles Desvallées
- Stéphane di Napoli : Michel Desvallées
- Maurice Ronet : Victor Pégala, l'amant d'Hélène
- Michel Duchaussoy : l'inspecteur Duval
- Guy Marly : l'inspecteur Gobet
- Serge Bento : Bignon, le détective privé
- Henri Marteau : Paul, le collaborateur de Charles
- Louise Chevalier : Marie, la bonne
- Louise Rioton : Mamy, mère de Charles
- Donatella Turri : Brigitte, la secrétaire de Charles
- François Moro-Giafferi : Frédéric
- Dominique Zardi : le chauffeur de camion
- Henri Attal : le client du café
- Michel Charrel : l'agent de la circulation
- Albert Minski : le patron du King Club
- Jean-Marie Arnoux : le témoin
- Lorraine Rainer
- Claude Chabrol : petit rôle/voix

## Accueil
« Suspense feutré, cruauté et humour noir en twin-set et flanelle. Le si classique triangle amoureux prend ici d'étranges contours. L'infidélité n'est qu'un remède temporaire au mariage. Le meurtre, lui, en serait le médicament miracle... Le dernier plan, génial, éloigne doucement Michel Bouquet de sa femme. Entre eux, un parterre de roses. Ont-ils jamais été aussi proches ? »

— Guillemette Odicino, Télérama, 15 janvier 2011

## Autour du film
- Quand Charles Desvallées transporte dans le coffre de sa voiture le cadavre de l'amant de sa femme, il passe devant un cinéma qui programme Les Biches, précédent film réalisé par Claude Chabrol.

- Un remake américain, Infidèle (Unfaithful), est réalisé en 2002 par Adrian Lyne.

## Production
« J'avais dit à André Génovès que je ferais mes premiers bons films à partir de quarante ans, et le succès des Biches ou de La Femme infidèle m'a donné deux ans d'avance sur mes pronostics »

— Claude Chabrol

« Sur le tournage de La Femme infidèle, il [Michel Bouquet] disait que je jouais à travers lui. Que je me protégeais des drames de la vie en les mettant dans mes films, comme pour les exorciser. Là, déjà, on est plus proche de mon cinéma et de ma démarche. »

— Claude Chabrol